# Kunstkompass
Der Kunstkompass ist ein seit 1970 jährlich in Deutschland erstelltes Ranking der weltweit gefragtesten Künstler der Gegenwart. Bis 2006 wurde es jedes Jahr im Herbst zur Art Cologne veröffentlicht, danach zeitweise im Frühling. Es erscheint in wechselnden Zeitschriften, zuletzt in der Zeitschrift Capital. Seit 2010 wird das Ranking unverändert von Gerhard Richter und Bruce Nauman angeführt. Auf den beiden folgenden Plätzen stehen seit 2012 Rosemarie Trockel und Georg Baselitz.

## Geschichte
Das Ranking wurde 1970 vom Kunst- und Wirtschaftsjournalisten Willi Bongard begründet. Er publizierte den Kunstkompass von 1970 bis 1985 jährlich in seinem Kunstinformationsdienst art aktuell und zunächst im Wirtschaftsmagazin Capital. Bongard ging davon aus, dass sich zwar die Qualität von Kunst nicht messen lässt, wohl aber deren Resonanz in der Kunstwelt. Im Gegensatz zum Mei Moses Fine Art Index spielen Preise und Umsatzerfolge bei der Recherche keine Rolle.
Nach Bongards Tod 1985 führte die Künstlerin und Kunstjournalistin Linde Rohr-Bongard die Arbeit am Kunstkompass fort. Seit 1995 gibt sie den Kunstkompass als Rangliste der "100 bedeutendsten Künstler der Gegenwart" heraus.
Von 2008 bis 2014 erschien der Kunstkompass im Manager-Magazin, 2015 im Kunstmagazin Weltkunst, 2016 im Wirtschaftsmagazin Bilanz und 2017 bis 2021 in der Zeitschrift Capital. Letztere hatte seit 2012 ein eigenes Ranking unter dem Namen „Kunstmarktkompass“ veröffentlicht.

## Verfahren
Gemessen und bewertet werden Einzelausstellungen in über 200 international bedeutenden Museen und Kunstinstituten, die Teilnahme an mehr als 120 wichtigen Gruppenausstellungen wie der Biennale in Venedig und Rezensionen in renommierten Kunstmagazinen wie art, Flash Art, Kunstforum international oder Art in America. Darüber hinaus zählen als „Ruhmespunkte“ die Ankäufe der großen Museen. 
Nicht berücksichtigt werden subjektive Bewertungen wie Qualität, intellektueller Anspruch oder Ästhetik.
Zusätzliche Ranglisten geben Auskunft über die Punktesieger, die Novizen unter den 100 Großen, die Aufsteiger des Jahres und die Positionsgewinner mit den größten Rangsprüngen. Die „Unsterblichen“  wie Andy Warhol, Joseph Beuys, Louise Bourgeois und Sigmar Polke haben im  „Olymp“ ihr eigenes Ranking.

## Ranglisten

### Kunstkompass 2024
| Rang    | Name              | Schwerpunkt              | Land           | Vergleich zum Vorjahr |
| ------- | ----------------- | ------------------------ | -------------- | --------------------- |
| 1       | Gerhard Richter   | Malerei                  | Deutschland    | – (1)                 |
| 2       | Bruce Nauman      | Objektkunst, Video-Art   | USA            | – (2)                 |
| 3       | Georg Baselitz    | Malerei                  | Deutschland    | – (3)                 |
| 4       | Rosemarie Trockel | Objektkunst, Zeichnungen | Deutschland    | – (4)                 |
| 5       | Tony Cragg        | Skulptur                 | Großbritannien | +1                    |
| 6       | Cindy Sherman     | Fotografie               | USA            | -1                    |
| 7       | Ólafur Elíasson   | Skulptur, Installation   | Dänemark       | – (7)                 |
| 8       | Anselm Kiefer     | Malerei                  | Deutschland    | – (8)                 |
| 9       | William Kentridge | Zeichnung, Film          | Südafrika      | – (9)                 |
| 10      | Imi Knoebel       | Malerei                  | Deutschland    | – (10)                |
| Quelle: |                   |                          |                |                       |

### Kunstkompass 2023
| Rang    | Name              | Schwerpunkt              | Land           | Vergleich zum Vorjahr |
| ------- | ----------------- | ------------------------ | -------------- | --------------------- |
| 1       | Gerhard Richter   | Malerei                  | Deutschland    | – (1)                 |
| 2       | Bruce Nauman      | Objektkunst, Video-Art   | USA            | – (2)                 |
| 3       | Georg Baselitz    | Malerei                  | Deutschland    | – (3)                 |
| 4       | Rosemarie Trockel | Objektkunst, Zeichnungen | Deutschland    | – (4)                 |
| 5       | Cindy Sherman     | Fotografie               | USA            | – (5)                 |
| 6       | Tony Cragg        | Skulptur                 | Großbritannien | – (6)                 |
| 7       | Ólafur Elíasson   | Skulptur, Installation   | Dänemark       | – (7)                 |
| 8       | Anselm Kiefer     | Malerei                  | Deutschland    | – (8)                 |
| 9       | William Kentridge | Zeichnung, Film          | Südafrika      | – (9)                 |
| 10      | Imi Knoebel       | Malerei                  | Deutschland    | – (10)                |
| Quelle: |                   |                          |                |                       |

### Kunstkompass 2022
| Rang    | Name              | Schwerpunkt              | Land           | Vergleich zum Vorjahr |
| ------- | ----------------- | ------------------------ | -------------- | --------------------- |
| 1       | Gerhard Richter   | Malerei                  | Deutschland    | – (1)                 |
| 2       | Bruce Nauman      | Objektkunst, Video-Art   | USA            | – (2)                 |
| 3       | Georg Baselitz    | Malerei                  | Deutschland    | – (3)                 |
| 4       | Rosemarie Trockel | Objektkunst, Zeichnungen | Deutschland    | – (4)                 |
| 5       | Cindy Sherman     | Fotografie               | USA            | – (5)                 |
| 6       | Tony Cragg        | Skulptur                 | Großbritannien | + 1                   |
| 7       | Ólafur Elíasson   | Skulptur, Installation   | Dänemark       | - 1                   |
| 8       | Anselm Kiefer     | Malerei                  | Deutschland    | – (8)                 |
| 9       | William Kentridge | Zeichnung, Film          | Südafrika      | – (9)                 |
| 10      | Imi Knoebel       | Malerei                  | Deutschland    | – (10)                |
| Quelle: |                   |                          |                |                       |

### Kunstkompass 2021
| Rang    | Name              | Schwerpunkt              | Land           | Vergleich zum Vorjahr |
| ------- | ----------------- | ------------------------ | -------------- | --------------------- |
| 1       | Gerhard Richter   | Malerei                  | Deutschland    | – (1)                 |
| 2       | Bruce Nauman      | Objektkunst, Video-Art   | USA            | – (2)                 |
| 3       | Georg Baselitz    | Malerei                  | Deutschland    | – (3)                 |
| 4       | Rosemarie Trockel | Objektkunst, Zeichnungen | Deutschland    | – (4)                 |
| 5       | Cindy Sherman     | Fotografie               | USA            | – (5)                 |
| 6       | Ólafur Elíasson   | Skulptur, Installation   | Dänemark       | – (6)                 |
| 7       | Tony Cragg        | Skulptur                 | Großbritannien | – (7)                 |
| 8       | Anselm Kiefer     | Malerei                  | Deutschland    | – (8)                 |
| 9       | William Kentridge | Zeichnung, Film          | Südafrika      | – (9)                 |
| 10      | Imi Knoebel       | Malerei                  | Deutschland    |                       |
| Quelle: |                   |                          |                |                       |

### Kunstkompass 2020
| Rang | Name              | Schwerpunkt              | Land           | Vergleich zum Vorjahr |
| ---- | ----------------- | ------------------------ | -------------- | --------------------- |
| 1    | Gerhard Richter   | Malerei                  | Deutschland    | – (1)                 |
| 2    | Bruce Nauman      | Objektkunst, Video-Art   | USA            | – (2)                 |
| 3    | Georg Baselitz    | Malerei                  | Deutschland    | – (3)                 |
| 4    | Rosemarie Trockel | Objektkunst, Zeichnungen | Deutschland    | – (4)                 |
| 5    | Cindy Sherman     | Fotografie               | USA            | – (5)                 |
| 6    | Ólafur Elíasson   | Skulptur, Installation   | Dänemark       | + 2                   |
| 7    | Tony Cragg        | Skulptur                 | Großbritannien | - 1                   |
| 8    | Anselm Kiefer     | Malerei                  | Deutschland    | - 1                   |
| 9    | William Kentridge | Zeichnung, Film          | Südafrika      | – (9)                 |
| 10   | Pipilotti Rist    | Video-Art                | Schweiz        | – (10)                |

### Kunstkompass 2019
| Rang | Name              | Schwerpunkt              | Land           | Vergleich zum Vorjahr |
| ---- | ----------------- | ------------------------ | -------------- | --------------------- |
| 1    | Gerhard Richter   | Malerei                  | Deutschland    | – (1)                 |
| 2    | Bruce Nauman      | Objektkunst, Video-Art   | USA            | – (2)                 |
| 3    | Georg Baselitz    | Malerei                  | Deutschland    | – (3)                 |
| 4    | Rosemarie Trockel | Objektkunst, Zeichnungen | Deutschland    | – (4)                 |
| 5    | Cindy Sherman     | Fotografie               | USA            | – (5)                 |
| 6    | Tony Cragg        | Skulptur                 | Großbritannien | + 2                   |
| 7    | Anselm Kiefer     | Malerei                  | Deutschland    | - 1                   |
| 8    | Ólafur Elíasson   | Skulptur, Installation   | Dänemark       | - 1                   |
| 9    | William Kentridge | Zeichnung, Film          | Südafrika      | – (9)                 |
| 10   | Pipilotti Rist    | Video-Art                | Schweiz        | + 1                   |

### Kunstkompass 2018
| Rang | Name              | Schwerpunkt              | Land           | Vergleich zum Vorjahr |
| ---- | ----------------- | ------------------------ | -------------- | --------------------- |
| 1    | Gerhard Richter   | Malerei                  | Deutschland    | – (1)                 |
| 2    | Bruce Nauman      | Objektkunst, Video-Art   | USA            | – (2)                 |
| 3    | Georg Baselitz    | Malerei                  | Deutschland    | (4)                   |
| 4    | Rosemarie Trockel | Objektkunst, Zeichnungen | Deutschland    | (3)                   |
| 5    | Cindy Sherman     | Fotografie               | USA            | – (5)                 |
| 6    | Anselm Kiefer     | Malerei                  | Deutschland    | – (6)                 |
| 7    | Ólafur Elíasson   | Skulptur, Installation   | Dänemark       | – (7)                 |
| 8    | Tony Cragg        | Skulptur                 | Großbritannien | (9)                   |
| 9    | William Kentridge | Zeichnung, Film          | Südafrika      | (8)                   |
| 10   | Richard Serra     | Skulptur                 | USA            | – (10)                |
| 11   | Pipilotti Rist    | Video-Art                | Schweiz        | – (11)                |

### Kunstkompass 2017
| Rang | Name              | Schwerpunkt              | Land           | Vergleich zum Vorjahr |
| ---- | ----------------- | ------------------------ | -------------- | --------------------- |
| 1    | Gerhard Richter   | Malerei                  | Deutschland    | – (1)                 |
| 2    | Bruce Nauman      | Objektkunst, Video-Art   | USA            | – (2)                 |
| 3    | Rosemarie Trockel | Objektkunst, Zeichnungen | Deutschland    | – (3)                 |
| 4    | Georg Baselitz    | Malerei                  | Deutschland    | – (4)                 |
| 5    | Cindy Sherman     | Fotografie               | USA            | – (5)                 |
| 6    | Anselm Kiefer     | Malerei                  | Deutschland    | – (6)                 |
| 7    | Ólafur Elíasson   | Skulptur, Installation   | Dänemark       | – (7)                 |
| 8    | William Kentridge | Zeichnung, Film          | Südafrika      | – (8)                 |
| 9    | Tony Cragg        | Skulptur                 | Großbritannien | +1 (10)               |
| 10   | Richard Serra     | Skulptur                 | USA            | −1 (9)                |
| 11   | Pipilotti Rist    | Video-Art                | Schweiz        | – (11)                |

### Kunstkompass 2013, 2014, 2015 und 2016
| Rang | Name              | Schwerpunkt              | Land        | Vergleich zu 2012 |
| ---- | ----------------- | ------------------------ | ----------- | ----------------- |
| 1    | Gerhard Richter   | Malerei                  | Deutschland | – (1)             |
| 2    | Bruce Nauman      | Objektkunst, Video-Art   | USA         | – (2)             |
| 3    | Rosemarie Trockel | Objektkunst, Zeichnungen | Deutschland | (4)               |
| 4    | Georg Baselitz    | Malerei                  | Deutschland | (3)               |
| 5    | Cindy Sherman     | Fotografie               | USA         | – (5)             |

Auf den weiteren Plätzen folgten 6. Anselm Kiefer, 7. Ólafur Elíasson, 8. William Kentridge, 9. Richard Serra, 10. Pipilotti Rist.

### Kunstkompass 2012
| Rang | Name              | Material                 | Land        | Vergleich zum Vorjahr |
| ---- | ----------------- | ------------------------ | ----------- | --------------------- |
| 1    | Gerhard Richter   | Malerei                  | Deutschland | – (1)                 |
| 2    | Bruce Nauman      | Objektkunst, Video-Art   | USA         | – (2)                 |
| 3    | Georg Baselitz    | Malerei                  | Deutschland | – (3)                 |
| 4    | Rosemarie Trockel | Objektkunst, Zeichnungen | Deutschland | (6)                   |
| 5    | Louise Bourgeois  | Skulptur                 | F-USA       | (?)                   |

Auf den weiteren Plätzen folgten 6. Anselm Kiefer, 7. Richard Serra, 8. Mike Kelley, 9. Ólafur Elíasson, 10. Pipilotti Rist.

### Kunstkompass 2011
| Rang | Name            | Material               | Land        | Vergleich zum Vorjahr |
| ---- | --------------- | ---------------------- | ----------- | --------------------- |
| 1    | Gerhard Richter | Malerei                | Deutschland | – (1)                 |
| 2    | Bruce Nauman    | Objektkunst, Video-Art | USA         | – (2)                 |
| 3    | Georg Baselitz  | Malerei                | Deutschland | (4)                   |
| 4    | Cindy Sherman   | Fotografie             | USA         | (?)                   |
| 5    | Anselm Kiefer   | Malerei                | Deutschland | (?)                   |

Auf den weiteren Plätzen folgten  6. Rosemarie Trockel, 7. Richard Serra, 8. Ólafur Elíasson, 9. Mike Kelley, 10. William Kentridge.

### Kunstkompass 2010
| Rang | Name             | Material               | Land           | Vergleich zum Vorjahr |
| ---- | ---------------- | ---------------------- | -------------- | --------------------- |
| 1    | Gerhard Richter  | Malerei                | Deutschland    | (2)                   |
| 2    | Bruce Nauman     | Objektkunst, Video-Art | USA            | (3)                   |
| 3    | Sigmar Polke     | Malerei                | Deutschland    | (4)                   |
| 4    | Georg Baselitz   | Malerei                | Deutschland    | (1)                   |
| 5    | Louise Bourgeois | Skulptur               | Frankreich/USA | (?)                   |

### Kunstkompass 2009
| Rang | Name              | Material               | Land        | Vergleich zum Vorjahr |
| ---- | ----------------- | ---------------------- | ----------- | --------------------- |
| 1    | Georg Baselitz    | Malerei                | Deutschland | (4)                   |
| 2    | Gerhard Richter   | Malerei                | Deutschland | (1)                   |
| 3    | Bruce Nauman      | Objektkunst, Video-Art | USA         | (2)                   |
| 4    | Sigmar Polke      | Malerei                | Deutschland | (3)                   |
| 5    | Maurizio Cattelan | Installation           | Italien     | (14)                  |
| 6    | Ólafur Elíasson   | Skulptur, Installation | Dänemark    | (9)                   |
| 7    | Anselm Kiefer     | Malerei                | Deutschland | (11)                  |
| 8    | Richard Serra     | Skulptur               | USA         | (19)                  |
| 9    | Mike Kelley       | Kritische Kunst        | USA         | (8)                   |
| 10   | William Kentridge | Zeichnung, Film        | Südafrika   | — (10)                |

### Kunstkompass 2008
| Rang | Name              | Material               | Land                   | Vergleich zum Vorjahr |
| ---- | ----------------- | ---------------------- | ---------------------- | --------------------- |
| 1    | Gerhard Richter   | Malerei                | Deutschland            | — (1)                 |
| 2    | Bruce Nauman      | Objektkunst, Video-Art | USA                    | — (2)                 |
| 3    | Sigmar Polke      | Malerei                | Deutschland            | — (3)                 |
| 4    | Georg Baselitz    | Malerei                | Deutschland            | (7)                   |
| 5    | Rosemarie Trockel | Konzeptkunst           | Deutschland            | (4)                   |
| 6    | Louise Bourgeois  | Skulptur               | Frankreich/USA         | (5)                   |
| 7    | Cindy Sherman     | Foto-Kunst             | USA                    | (6)                   |
| 8    | Mike Kelley       | Kritische Kunst        | USA                    | — (8)                 |
| 9    | Ólafur Elíasson   | Skulptur, Installation | Dänemark               | — (9)                 |
| 10   | William Kentridge | Zeichnung, Film        | Südafrika              | — (10)                |
| 11   | Anselm Kiefer     | Malerei                | Deutschland            | (12)                  |
| 12   | Thomas Schütte    | Skulptur               | Deutschland            | (11)                  |
| 13   | Bill Viola        | Video-Art              | USA                    | (14)                  |
| 14   | Maurizio Cattelan | Installation           | Italien                | (39)                  |
| 15   | Matthew Barney    | Skulptur, Medienkunst  | USA                    | (16)                  |
| 16   | Ed Ruscha         | Pop-Art                | USA                    | (?)                   |
| 17   | Douglas Gordon    | Video-Art              | Vereinigtes Königreich | (15)                  |
| 18   | Damien Hirst      | Malerei, Skulptur      | Vereinigtes Königreich | (28)                  |
| 19   | Richard Serra     | Skulptur               | USA                    | (42)                  |
| 20   | Jasper Johns      | Pop-Art                | USA                    | (33)                  |

### Kunstkompass 2007
| Rang | Name              | Material               | Land           | Vergleich zum Vorjahr |
| ---- | ----------------- | ---------------------- | -------------- | --------------------- |
| 1    | Gerhard Richter   | Malerei                | Deutschland    | — (1)                 |
| 2    | Bruce Nauman      | Objektkunst, Video-Art | USA            | — (2)                 |
| 3    | Sigmar Polke      | Malerei                | Deutschland    | — (3)                 |
| 4    | Rosemarie Trockel | Konzeptkunst           | Deutschland    | — (4)                 |
| 5    | Louise Bourgeois  | Skulptur               | Frankreich/USA | — (5)                 |
| 6    | Cindy Sherman     | Foto-Kunst             | USA            | (7)                   |
| 7    | Georg Baselitz    | Malerei                | Deutschland    | (6)                   |
| 8    | Mike Kelley       | Kritische Kunst        | USA            | (10)                  |
| 9    | Ólafur Elíasson   | Skulptur, Installation | Dänemark       | — (9)                 |
| 10   | William Kentridge | Zeichnung, Film        | Südafrika      | (8)                   |

### Kunstkompass 2006
| Rang | Name              | Material               | Land           | Vergleich zum Vorjahr |
| ---- | ----------------- | ---------------------- | -------------- | --------------------- |
| 1    | Gerhard Richter   | Malerei                | Deutschland    | — (1)                 |
| 2    | Bruce Nauman      | Objektkunst, Video-Art | USA            | (3)                   |
| 3    | Sigmar Polke      | Malerei                | Deutschland    | (2)                   |
| 4    | Rosemarie Trockel | Konzeptkunst           | Deutschland    | — (4)                 |
| 5    | Louise Bourgeois  | Skulptur               | Frankreich/USA | — (5)                 |
| 6    | Georg Baselitz    | Malerei                | Deutschland    | (7)                   |
| 7    | Cindy Sherman     | Foto-Kunst             | USA            | (6)                   |
| 8    | William Kentridge | Zeichnung, Film        | Südafrika      | (11)                  |
| 9    | Ólafur Elíasson   | Skulptur, Installation | Dänemark       | (15)                  |
| 10   | Mike Kelley       | Kritische Kunst        | USA            | (8)                   |

### Kunstkompass 2005
| Rang | Name                   | Material                  | Land           | Vergleich zum Vorjahr |
| ---- | ---------------------- | ------------------------- | -------------- | --------------------- |
| 1    | Gerhard Richter        | Malerei                   | Deutschland    | — (1)                 |
| 2    | Sigmar Polke           | Malerei                   | Deutschland    | — (2)                 |
| 3    | Bruce Nauman           | Objektkunst, Video-Art    | USA            | — (3)                 |
| 4    | Rosemarie Trockel      | Konzeptkunst              | Deutschland    | — (4)                 |
| 5    | Louise Bourgeois       | Skulptur                  | USA            | — (5)                 |
| 6    | Cindy Sherman          | Foto-Kunst                | USA            | (7)                   |
| 7    | Georg Baselitz         | Malerei                   | Deutschland    | (6)                   |
| 8    | Mike Kelley            | Kritische Kunst           | USA            | — (8)                 |
| 9    | Bill Viola             | Video-Art                 | USA            | (?)                   |
| 10   | Christian Boltanski    | Installation              | Frankreich     | (9)                   |
| 11   | William Kentridge      | Zeichnung, Film           | Südafrika      | (20)                  |
| 12   | Franz West             | Skulptur                  | Österreich     | (10)                  |
| 13   | Andreas Gursky         | Foto                      | Deutschland    | (14)                  |
| 14   | Pipilotti Rist         | Video                     | Schweiz        | (15)                  |
| 15   | Ólafur Elíasson        | Skulptur, Installation    | Dänemark       | (?)                   |
| 18   | Thomas Schütte         | Skulptur                  | Deutschland    | — (18)                |
| 19   | Thomas Ruff            | Fotografie                | Deutschland    | (18)                  |
| 25   | Anselm Kiefer          | Malerei                   | Deutschland    | (6)                   |
| 28   | Günther Förg           | Malerei                   | Deutschland    | (21)                  |
| 32   | Fischli/Weiss          | Fotokunst, Installation   | Schweiz        | (34)                  |
| 35   | Thomas Demand          | Fotografie                | Deutschland    | (45)                  |
| 40   | Carsten Höller         | Objektkunst, Installation | Deutschland    | (41)                  |
| 42   | Jörg Immendorff        | Malerei                   | Deutschland    | (51)                  |
| 45   | Tobias Rehberger       | Skulptur, Installation    | Deutschland    | (38)                  |
| 50   | Bernd und Hilla Becher | Foto                      | Deutschland    | (56)                  |
| 53   | Thomas Hirschhorn      | Installation              | Schweiz        | (54)                  |
| 60   | Imi Knoebel            | Malerei                   | Deutschland    | (78)                  |
| 62   | Neo Rauch              | Malerei                   | Deutschland    | (89)                  |
| 67   | Katharina Fritsch      | Skulptur                  | Deutschland    | (59)                  |
| 71   | Wolfgang Tillmans      | Fotografie                | Deutschland    | (33)                  |
| 72   | Hanne Darboven         | Konzeptkunst              | Deutschland    | (60)                  |
| 73   | Franz Ackermann        | Malerei                   | Deutschland    | (93)                  |
| 79   | John Bock              | Skulptur, Aktionskunst    | Deutschland    | (121)                 |
| 83   | Georg Herold           | Skulptur                  | Deutschland    | (94)                  |
| 84   | Günther Uecker         | Objektkunst, Malerei      | Deutschland    | (161)                 |
| 87   | Jochen Gerz            | Konzeptkunst              | Deutschland    | (65)                  |
| 88   | Albert Oehlen          | Malerei                   | Deutschland    | (131)                 |
| 91   | Andreas Slominski      |                           | Deutschland    | (98)                  |
| 92   | Markus Lüpertz         | Malerei                   | Deutschland    | (95)                  |
| 93   | Gregor Schneider       |                           | Deutschland    | (100)                 |
| 96   | Rebecca Horn           |                           | Deutschland    | (118)                 |
| 97   | Manfred Pernice        |                           | Deutschland    | (79)                  |
| 98   | David Hockney          | Malerei                   | Großbritannien | (86)                  |
| 99   | Richard Artschwager    | Objektkunst, Minimal Art  | USA            | (103)                 |
| 100  | Kara Walker            |                           | USA            | (105)                 |

### Kunstkompass 2004
| Rang | Name                | Land        | Vergleich zum Vorjahr |
| ---- | ------------------- | ----------- | --------------------- |
| 1    | Gerhard Richter     | Deutschland | (2)                   |
| 2    | Sigmar Polke        | Deutschland | (1)                   |
| 3    | Bruce Nauman        | USA         | — (3)                 |
| 4    | Rosemarie Trockel   | Deutschland | — (4)                 |
| 5    | Louise Bourgeois    | USA         | — (5)                 |
| 6    | Georg Baselitz      | Deutschland | (7)                   |
| 7    | Cindy Sherman       | USA         | (6)                   |
| 8    | Mike Kelley         | USA         | (?)                   |
| 9    | Christian Boltanski | Frankreich  | (10)                  |
| 10   | Franz West          | Österreich  | (?)                   |

### Kunstkompass 2003
| Rang | Name                | Land            | Vergleich zum Vorjahr |
| ---- | ------------------- | --------------- | --------------------- |
| 1    | Sigmar Polke        | Deutschland     | — (1)                 |
| 2    | Gerhard Richter     | Deutschland     | — (2)                 |
| 3    | Bruce Nauman        | USA             | — (3)                 |
| 4    | Rosemarie Trockel   | Deutschland     | — (4)                 |
| 5    | Louise Bourgeois    | Frankreich, USA | (7)                   |
| 6    | Cindy Sherman       | USA             | (5)                   |
| 7    | Georg Baselitz      | Deutschland     | (10)                  |
| 8    | Ilja Kabakow        | Russland        | (6)                   |
| 9    | Bill Viola          | USA             | (?)                   |
| 10   | Christian Boltanski | Frankreich      | (8)                   |

### Kunstkompass 2002
| Rang | Name                | Land        | Vergleich zum Vorjahr |
| ---- | ------------------- | ----------- | --------------------- |
| 1    | Sigmar Polke        | Deutschland | — (1)                 |
| 2    | Gerhard Richter     | Deutschland | — (2)                 |
| 3    | Bruce Nauman        | USA         | — (3)                 |
| 4    | Rosemarie Trockel   | Deutschland | — (4)                 |
| 5    | Cindy Sherman       | USA         | (6)                   |
| 6    | Ilja Kabakow        | Russland    | (5)                   |
| 7    | Louise Bourgeois    | Frankreich  | — (7)                 |
| 8    | Christian Boltanski | Frankreich  | (?)                   |
| 9    | Pipilotti Rist      | Schweiz     | — (9)                 |
| 10   | Georg Baselitz      | Deutschland | (8)                   |

### Kunstkompass 2001
| Rang | Name                | Land        | Vergleich zum Vorjahr |
| ---- | ------------------- | ----------- | --------------------- |
| 1    | Sigmar Polke        | Deutschland | — (1)                 |
| 2    | Gerhard Richter     | Deutschland | — (2)                 |
| 3    | Bruce Nauman        | USA         | — (3)                 |
| 4    | Rosemarie Trockel   | Deutschland | — (4)                 |
| 5    | Ilja Kabakow        | Russland    | (?)                   |
| 6    | Cindy Sherman       | USA         | — (6)                 |
| 7    | Louise Bourgeois    | USA         | (8)                   |
| 8    | Georg Baselitz      | Deutschland | (?)                   |
| 9    | Pipilotti Rist      | Schweiz     | (5)                   |
| 10   | Christian Boltanski | Frankreich  | — (10)                |

### Ewige Liste
Liste der „Unsterblichen“: 1. Andy Warhol (1928–1987), 2. Joseph Beuys (1921–1986), 3. Sigmar Polke (1941–2010), 4. Louise Bourgeois (1911–2010), 5. Martin Kippenberger (1953–1997).